# مينا سوندوال
مينا سوندوال هي ممثلة أمريكية ولدت في 23 أكتوبر 2001.